# الماس‌ها (فیلم ۱۹۲۰)
الماس‌ها (آلمانی: Brillianten) فیلمی صامت در سبک جنایی به کارگردانی فریدریش فهر محصول سال ۱۹۲۰ آلمان است.

## بازیگران
- Louis Ralph
- Erika Glässner
- Julius Brandt
- پال مورگان

## کتاب‌‎شناسی
- Jung, Uli; Schatzberg, Walter (1999). Beyond Caligari: The Films of Robert Wiene. New York: Berghahn Books. p. 88. ISBN 978-1-57181-156-1.